# Will Yun Lee

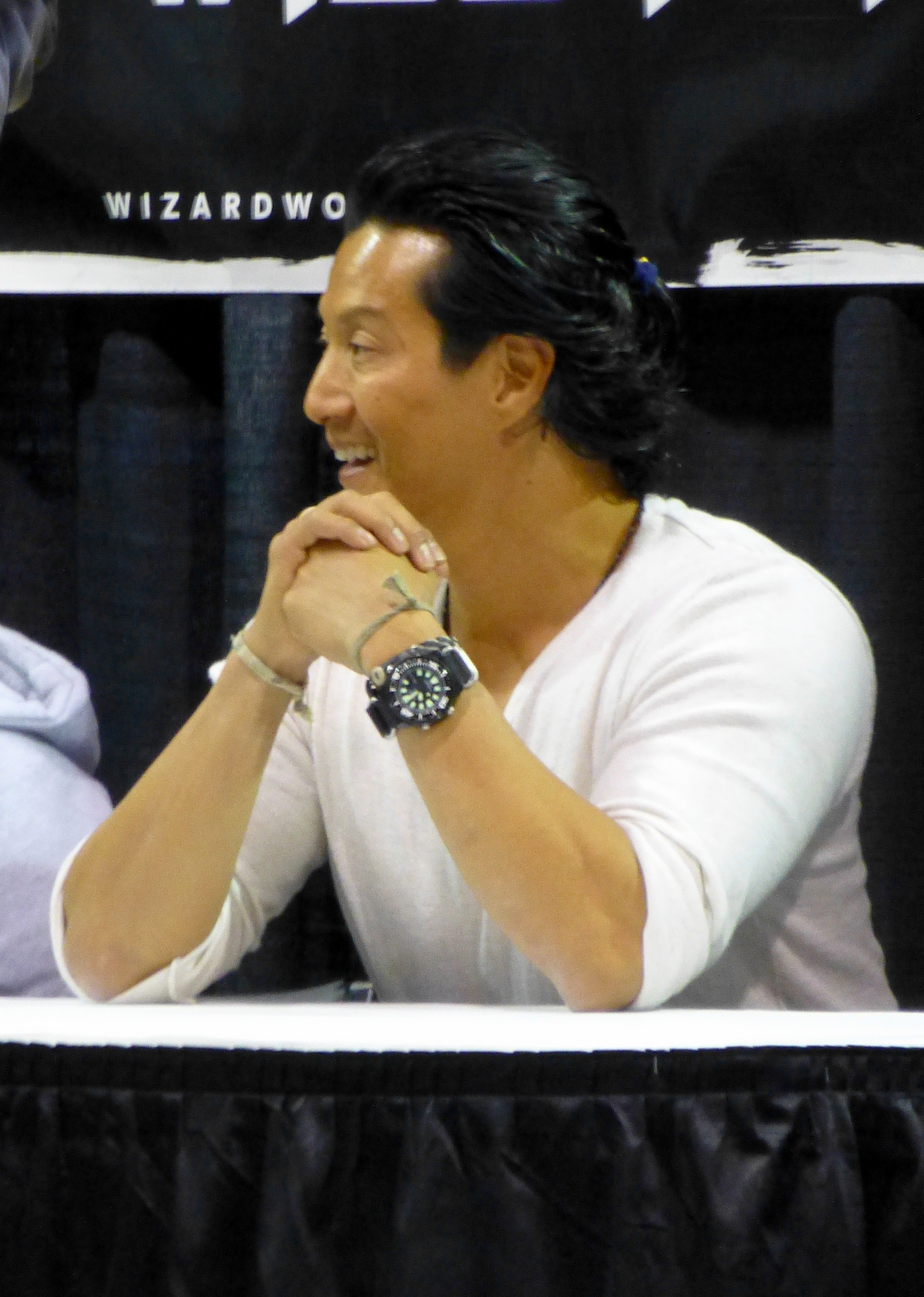
Will Yun Lee

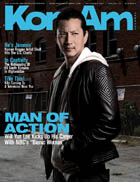
Will Yung Lee (2007)

Will Yun Lee (* 22. März 1971 in Arlington, Virginia) ist ein US-amerikanischer Schauspieler. 

## Karriere
Seine erste größere Rolle erhielt Lee im James-Bond-Film James Bond 007 – Stirb an einem anderen Tag. Es folgten weitere Filme mit internationaler Bekanntheit, wie die Comicverfilmung Elektra aus dem Jahr 2005. 

## Filmografie (Auswahl)
- 2000: Gung Fu – The New Dragon
- 2000: What’s Cooking?
- 2000: Im Schatten des Meisters (The Disciples)
- 2001–2002: Witchblade – Die Waffe der Götter (Witchblade, Fernsehserie, 23 Episoden)
- 2002: Face
- 2002: Four Reasons
- 2002: James Bond 007 – Stirb an einem anderen Tag (Die Another Day)
- 2004: Hart am Limit (Torque)
- 2005: Elektra
- 2007: Hers
- 2007: Gefallene Engel 2 (Fallen 2: The Journey)
- 2007: Bionic Woman (Fernsehserie, 7 Episoden)
- 2008: Finnegan (Fernsehfilm)
- 2008: Gefallene Engel 3 (Fallen 3: The Destiny)
- 2010: The King of Fighters
- 2010: Five Star Day
- 2010: Oka Amerikee
- 2010–2014, 2016–2017: Hawaii Five-0 (Fernsehserie, 11 Episoden)
- 2011: Set Up
- 2012: Red Dawn
- 2012: Total Recall
- 2013: Wolverine: Weg des Kriegers (The Wolverine)
- 2013: 4 Assassins
- 2015: Spy – Susan Cooper Undercover (Spy)
- 2015: San Andreas
- 2016: Falling Water (Fernsehserie, 9 Episoden)
- 2018–2020: Altered Carbon – Das Unsterblichkeitsprogramm (Altered Carbon, Fernsehserie, 13 Episoden)
- 2018: Rampage – Big Meets Bigger (Rampage)
- 2018–2024: The Good Doctor (Fernsehserie)
- 2021: Der Wunschdrache (Wish Dragon, Stimme)